# Rondo Śródka
Rondo Śródka – rondo w Poznaniu, na obszarze jednostki pomocniczej Osiedle Ostrów Tumski-Śródka-Zawady-Komandoria, pomiędzy Śródką (od której wzięło nazwę) a Komandorią.

## Sytuacja drogowa
Rondo jest skrzyżowaniem ulic: Stefana Kardynała Wyszyńskiego, Podwale, Warszawskiej i Jana Pawła II. Stanowi część I i II ramy komunikacyjnej Poznania. Do momentu otwarcia Wschodniej Obwodnicy miasta przez rondo przebiegała droga krajowa nr 5 oraz trasa europejska E261, obecnie leży w ciągu drogi wojewódzkiej nr 196. Pod obiektem znajduje się przejście podziemne.

## Historia
W obecnej postaci istnieje od 1973 roku, w ramach przebudowy ulicy Warszawskiej do postaci dwujezdniowej arterii oraz powstania tzw. Trasy Chwaliszewskiej. Do 8 grudnia 1974 rondo nazywane było rondem Podwale. Wcześniej w miejscu ronda znajdował się plac Reformatów. W kwietniu 1993 w południowo-zachodniej części ronda oddano do użytku dworzec autobusów miejskich i podmiejskich oraz stację benzynową ESSO.

## Komunikacja publiczna
Rondo Śródka jest węzłem przesiadkowym komunikacji tramwajowej i autobusowej (znajduje się tu dworzec autobusów miejskich i podmiejskich zbudowany w latach 1992-1993 przez przedsiębiorstwo ESSO, które w zamian wzniosło obok swoją stację paliw).
- Linie tramwajowe: 5, 6, 7, 8, 17
- Linie autobusowe: 157, 167, 173, 178, 183, 184, 185, 312, 320, 321, 323, 341, 342, 401, 405, 406, 407, 412, 911

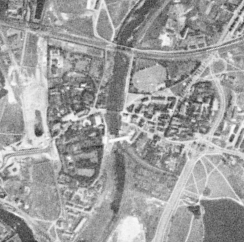
Zdjęcie satelitarne Śródki z 1965

## Obiekty przy rondzie
- Dworzec autobusowy Śródka
- Kolejka Parkowa Maltanka
- kościół św. Jana Jerozolimskiego za murami w Poznaniu
- rzeka Cybina
- Śluza Cybińska
- Ośrodek Szkolno-Wychowawczy dla Dzieci Niesłyszących
- kościół św. Małgorzaty w Poznaniu
- Goplana (zakład) – pierwsza fabryka, nieistniejąca (w miejscu ronda)